# Резолюция 47 на Съвета за сигурност на ООН
Резолюция 47 на Съвета за сигурност на ООН е приета на 21 април 1948 по повод спора между Индия и Пакистан за областта Кашмир. Чрез резолюцията Съветът за сигурност, след като изслушва становищата на двете страни в спора, увеличава числеността на комисията, създадена с Резолюция 39, от трима на петима членове. Резолюцията инструктира членовете на комисията да пристигнат на Индийския субконтинент, където да помогнат на правителствата на Индия и Пакистан да подготвят плебисцит в спорната област, който да реши съдбата на Кашмир. Резолюцията е приета съгласно глава VI от Хартата на ООН. Резолюциите, приети съгласно тази глава от хартата на ООН, не пораждат задължителен ефект за своите адресати за разлика от тези резолюции, приети съгласно глава VII от Хартата на ООН.
За да осигури прозрачността на плебисцита, резолюцията препоръчва на Пакистан да оттегли от щата Джаму и Кашмир всички племена и свои граждани, които обикновено не живеят в тези земи, и които са навлезли в тях, за да се сражават, и да възпрепятства всяко бъдещо тяхно навлизане в границите на щата. Освен това пакистанското правителство трябва да разясни на всички заинтересовани, че разпоредбите на резолюцията дават пълна свобода на всички граждани на щата Джаму и Кашмир, независимо от тяхната вяра, каста или партийна принадлежност, да изразят свободно своето мнение и да отговорят на въпроса за властта над щата Джаму и Кашмир. На Индия се препоръчва, след като пакистанските сили бъдат оттеглени от щата Джаму и Кашмир, то да изготви план за постепенно оттегляне на своите воийски от щата, оставяйки минимален военен контингент, необходим за охраната на гражданския ред в него. На комисията е разрешено да изпрати в региона толкова наблюдатели, колкото сметне за необходимо, за да се изпълнят постановленията на резолюцията. Пакистанското правителство игнорира настояванията на Съвета за сигурност и продължава борбата, задържайки частта от Кашмир, която държи под свой контрол. Впоследствие Индия отказва да проведе плебисцит в областта, изтъквайки оттеглянето на пакистанските сили от Кашмир като предварително необходимо за това условие съгласно резолюцията.
Текстът на резолюцията е гласуван и приет на части, поради което в цялостния си вид той не е подложен на гласуване.